# NGC 4510
NGC 4510 је елиптична галаксија у сазвежђу Змај која се налази на NGC листи објеката дубоког неба.
Деклинација објекта је + 64° 14' 2" а ректасцензија 12h 31m 47,2s. Привидна величина (магнитуда) објекта NGC 4510 износи 13,0 а фотографска магнитуда 14,0. NGC 4510 је још познат и под ознакама UGC 7679, MCG 11-15-58, CGCG 315-41, PGC 41489.